# Faujdar
Faujdār, auch fawjdār  geschrieben, bezeichnete im Mogulreich seit den Reformen des Todar Mal einen Verwaltungsbeamten der zweiten Ebene, der üblicherweise einen Sarkar genannten Bezirk kontrollierte. Seine Aufgaben waren primär polizeiliche, dabei war er auch Truppenführer. Weiterhin war er Richter in Strafsachen. Nachgeordnet war der Thānādār.
Im Grenzgebiet von Bengalen bezog sich der Titel meist auf einen rein militärischen Posten. Dort war es den Amtsinhabern aber auch möglich, sich durch Beteiligung am Warenexport zu bereichern, da sie die nötige „Überzeugungskraft“ hatten, um Einkaufspreise zu drücken. Zur Kolonialzeit bedeutete der Titel dann oft einen Polizeioffizier auf Distriktebene oder eingeborenen Strafrichter unterer Ebene.

## Etymologie
Hergeleitet wird die Bezeichnung vom arabischen fauj Truppe, dem die persische Endung -dār „(Amts)Inhaber“ angefügt wurde.

## Ableitungen
- Faujdārī: das Amt, oder die zur Deckung der Ausgaben eingetriebene Steuer.
- Faujdār-awāb: zur Deckung der Ausgaben durch die Zamindari erhobene Steuern und Abgaben.
- Faujdārī-Ādālat: der betreffende Strafgerichtshof („Bezirksgericht“), auch noch zur Kolonialzeit bis in die 1880 in den Präsidentschaften Bombay und Madras übliche Bezeichnung, dann auch oft faujdary.
- Fara-faujdārī: Verhängte Strafgelder.
- Fauj-jagir: Ländereien, deren Abgaben zur Deckung der Polizeitruppen verwendet werden.
- Fauj-sibandi: Polizeitruppen, Miliz.[1]